# National Basketball Association 1965/1966
National Basketball Association 1965/1966 var den 20:e säsongen av den amerikanska proffsligan i basket. Säsongen inleddes den 15 oktober 1965 och avslutades den 22 mars 1966 efter 360 seriematcher, vilket gjorde att samtliga nio lagen spelade 80 matcher var.
Torsdagen den 28 april 1966 vann Boston Celtics sin nionde NBA-titel efter att ha besegrat Los Angeles Lakers med 4-3 i matcher i en finalserie i bäst av 7 matcher.
All Star-matchen spelades den 11 januari 1966 i Cincinnati Gardens i Cincinnati, Ohio. Eastern Division vann matchen över Western Division med 137-94.

## Grundserien
Not: V = Vinster, F = Förluster, PCT = Vinstprocent
- Lag i GRÖN färg till en slutspelserie.
- Lag i RÖD färg har spelat klart för säsongen.

| Pos | Lag                | V  | F  | PCT  |
| --- | ------------------ | -- | -- | ---- |
| 1   | Philadelphia 76ers | 55 | 25 | .688 |
| 2   | Boston Celtics     | 54 | 26 | .675 |
| 3   | Cincinnati Royals  | 45 | 35 | .563 |
| 4   | New York Knicks    | 30 | 50 | .375 |

| Pos | Lag                    | V  | F  | PCT  |
| --- | ---------------------- | -- | -- | ---- |
| 1   | Los Angeles Lakers     | 45 | 35 | .563 |
| 2   | Baltimore Bullets      | 38 | 42 | .475 |
| 3   | St. Louis Hawks        | 36 | 44 | .450 |
| 4   | San Francisco Warriors | 35 | 45 | .438 |
| 5   | Detroit Pistons        | 22 | 58 | .275 |

## Slutspelet
De tre bästa lagen i den östra och västra division gick till slutspelet. Där möttes tvåorna och treorna i kvartsfinalserier (divisionssemifinal) i bäst av 5 matcher. De vinnande lagen i kvartsfinalerna mötte divisionsvinnarna i semifinalserier (divisionsfinal). Semifinalerna och NBA-finalen avgjordes i serier i bäst av 7 matcher.
|  | Divisionssemifinaler | Divisionssemifinaler | Divisionssemifinaler |           |   | Divisionsfinaler | Divisionsfinaler | Divisionsfinaler |  |  | NBA-final | NBA-final   | NBA-final |
|  |                      |                      |                      |           |   |                  |                  |                  |  |  |           |             |           |
|  |                      |                      |                      |           |   |                  |                  |                  |  |  |           |             |           |
|  |                      | 1                    | L.A. Lakers          | 4         |   |                  |                  |                  |  |  |           |             |           |
|  | Western Division     | 1                    | L.A. Lakers          | 4         |   |                  |                  |                  |  |  |           |             |           |
|  |                      |                      | 3                    | St. Louis | 3 |                  |                  |                  |  |  |           |             |           |
|  | 3                    | St. Louis            | 3                    | St. Louis | 3 | 3                |                  |                  |  |  |           |             |           |
|  | 3                    | St. Louis            |                      |           |   | 3                |                  |                  |  |  |           |             |           |
|  | 2                    | Baltimore            | 0                    |           |   |                  |                  |                  |  |  |           |             |           |
|  |                      |                      |                      |           |   |                  |                  |                  |  |  | W1        | L.A. Lakers | 3         |
|  |                      |                      | E2                   | Boston    | 4 |                  |                  |                  |  |  |           |             |           |
|  |                      |                      |                      |           |   |                  |                  |                  |  |  |           |             |           |
|  |                      |                      |                      |           |   |                  |                  |                  |  |  |           |             |           |
|  |                      | 1                    | Philadelphia         | 1         |   |                  |                  |                  |  |  |           |             |           |
|  | Eastern Division     | 1                    | Philadelphia         | 1         |   |                  |                  |                  |  |  |           |             |           |
|  |                      |                      | 2                    | Boston    | 4 |                  |                  |                  |  |  |           |             |           |
|  | 3                    | Cincinnati           | 2                    | Boston    | 4 | 2                |                  |                  |  |  |           |             |           |
|  | 3                    | Cincinnati           |                      |           |   | 2                |                  |                  |  |  |           |             |           |
|  | 2                    | Boston               | 3                    |           |   |                  |                  |                  |  |  |           |             |           |

### NBA-final
Boston Celtics mot Los Angeles Lakers
| Match   | Datum    | Hemmalag    | Bortalag    | Resultat  | Not        |
| ------- | -------- | ----------- | ----------- | --------- | ---------- |
| Match 1 | 17 april | Boston      | Los Angeles | 129 - 133 | Eft. förl. |
| Match 2 | 19 april | Boston      | Los Angeles | 129 - 109 |            |
| Match 3 | 20 april | Los Angeles | Boston      | 106 - 120 |            |
| Match 4 | 22 april | Los Angeles | Boston      | 117 - 122 |            |
| Match 5 | 24 april | Boston      | Los Angeles | 117 - 121 |            |
| Match 6 | 26 april | Los Angeles | Boston      | 123 - 115 |            |
| Match 7 | 28 april | Boston      | Los Angeles | 95 - 93   |            |

Boston Celtics vann finalserien med 4-3 i matcher